# YouTube Rewind 2018

Logo YouTube Rewind

You Tube Rewind 2018 (celým název YouTube Rewind 2018: Everyone Controls Rewind) je nejdislikovanějším videem na YouTube. Toto video, dlouhé 8 minut a 1 sekund bylo nahráno na YouTube kanálem YouTube Spotlight 6. prosince 2018 a do 24 hodin získalo 29, 4 milionů zhlédnutí. 19. května 2021 mělo video 216 milionů zhlédnutí a 19 milionů disliků.

## Popis
YouTube Rewind je video, které každoročně vydává YouTube jako shrnutí toho, co se v daném roce událo již od roku 2012 (respektive 2010). YouTube Rewind 2018 zmiňuje některé trendy a události roku, jako například hru Fortnite, Meok-bang, K-Pop, vypuštění automobilu Tesla do vesmíru nebo Bongo Cat. Ve videu vystupují různí YouTubeři a jiné slavné osobnosti, jako Will Smith, Marques Brownlee, John Oliver nebo Ninja.

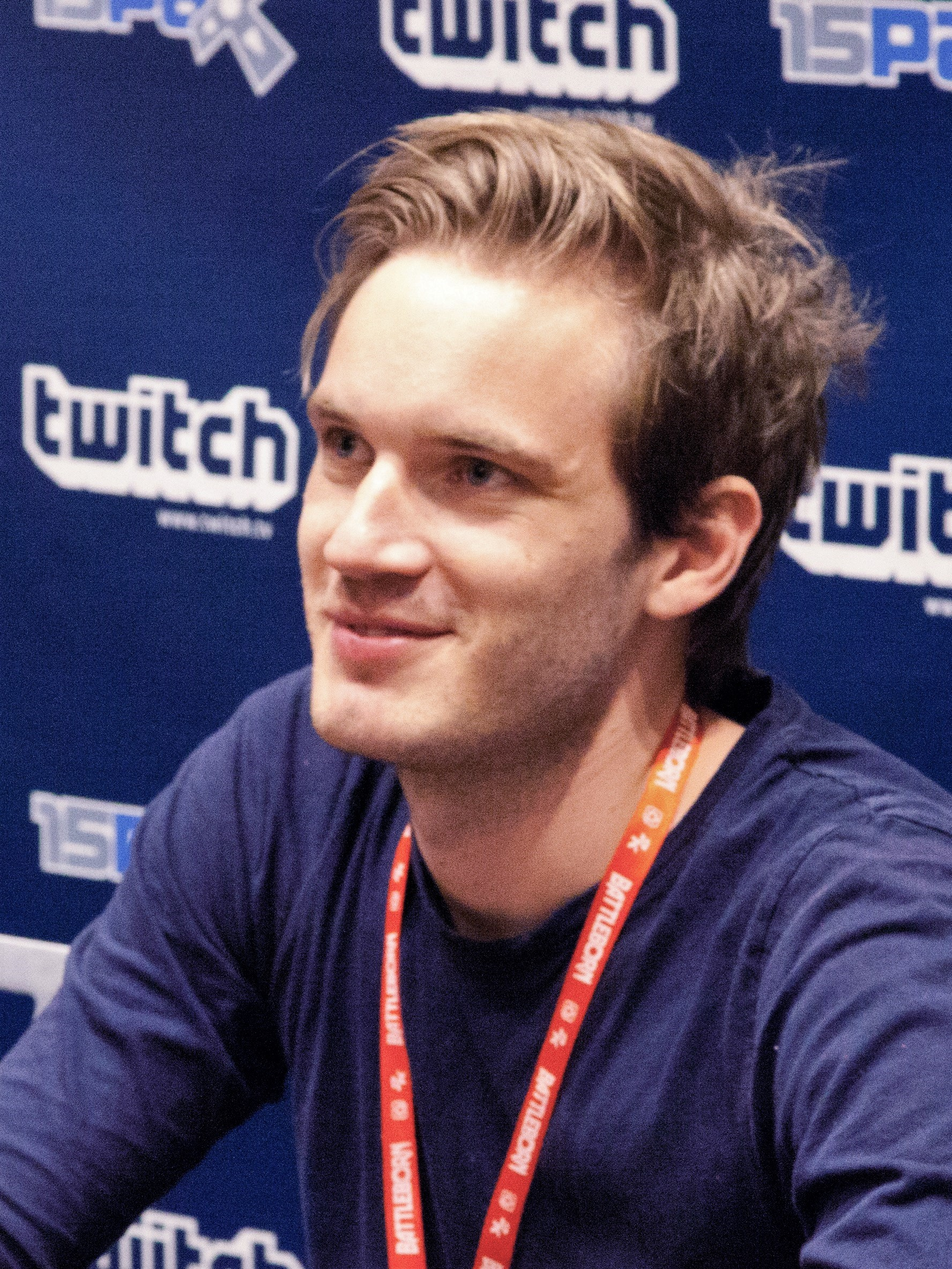
PewDiePie

Video také obsahuje animace od různých animačních YouTube kanálů. Video je v angličtině, ale některé části jsou i v jiných jazycích, jako je španělština, němčina, portugalština nebo korejština. Video je ale dostupné s titulky v mnoha jazycích, včetně češtiny.

## Kritika
YouTube Rewind 2018 byl značně kritizován jak diváky, tak youtubery. Hlavními body kritiky bylo to, že se ve videu neobjevili někteří známí youtubeři, jako například PewDiePie (nejodebíranější YouTube kanál) nebo Logan Paul, také to, že nebyly zmíněny mnohé memy, že se tam často objevují lidé, kteří nejsou youtubeři (například herec Will Smith), to že nebyla zmíněna úmrtí mnohých slavných osobností (například Stephen Hawking, Stefán Karl Stefánson, Stan Lee) a další. Ve videu se také objevují narážky na fenomény, které nejsou na YouTube mezi mnoha lidmi populární (př. Fortnite). Naopak chválená je část s animacemi, zvláště ta od Jaiden Animations, protože v sobě ukrývá narážku na PewDiePie.
PewDiePie, nejodebíranější youtuber YouTube Rewind 2018 také kritizoval, a vyjádřil se, že je rád, že v něm nevystupoval. On sám pak (ve spolupráci s dalšími tvůrci) vydal svoji verzi YouTube Rewindu, která vyšla 27. prosince 2018 a nazývá se YouTube Rewind 2018 but it's actually good. Tato verze získala k 1. 1. 2019 získala 6,6 milionů liků, což je více než originál.

Graf ukazující nárůst disliků u YouTube Rewindu 2018 a písně Baby začátkem prosince 2018

Z videa se stal také internetový meme.

## Rekordy
Počtem disliků YouTube Rewind 2018 překonal několik rekordů. 13.12.2018 video překonalo počtem disliků píseň od Justina Biebra Baby. K 27. květnu 2020 mělo video 17,9 milionů disliků (a 2,8 milionů liků). Stalo se také prvním videem, které překonalo hranici 10 milionů disliků.